# كيمبروف ستون
كيمبروف ستون (بالإنجليزية: Kimbrough Stone)‏ هو قاضي ومحامي أمريكي، ولد في 15 يناير 1875 في نيفادا في الولايات المتحدة، وتوفي في 27 فبراير 1958.